# Soggiorno obbligato
Il soggiorno obbligato era un provvedimento giudiziario previsto dall'ordinamento giuridico italiano  consistente nell'obbligo di soggiornare in una località ristretta, stabilita dal tribunale, per un certo periodo di tempo sotto la vigilanza delle forze di polizia italiane.
Introdotto come misura cautelare dalla legge 31 maggio 1965, n. 575 soprattutto come misura di contrasto alla mafia in Italia, venne abolita per effetto del referendum abrogativo del 1995; nell'ordinamento attuale ci sono disposizioni simili, contenute in varie norme.
Ad esempio secondo il codice delle leggi antimafia, l’"obbligo di soggiorno" nel comune di residenza o di dimora abituale può esser proposto dal questore, dal procuratore nazionale antimafia, dal procuratore della Repubblica presso il tribunale del capoluogo di distretto giudiziario di residenza competente, e dal direttore della Direzione investigativa antimafia, nei confronti degli indiziati di appartenenza ad associazioni di tipo mafioso e di soggetti pericolosi per la sicurezza e l’ordine pubblico.